# Billy Smith (Eishockeyspieler)
William John „Billy“ Smith (* 12. Dezember 1950 in Perth, Ontario) ist ein ehemaliger kanadischer Eishockeytorwart, der von 1971 bis 1989 für die Los Angeles Kings und New York Islanders in der National Hockey League spielte.

## Karriere
Smith spielte während seiner Juniorenzeit bei den Cornwall Royals in der QMJHL. Beim NHL Amateur Draft 1970 wählten ihn die Los Angeles Kings in der fünften Runde als 59. aus. In der American Hockey League spielte er im Farmteam für die Springfield Kings, bevor er in der Saison 1971/72 zu seinen ersten fünf Einsätzen in der NHL kam.
Im Expansion Draft hatten die New York Islanders Smith von den Los Angeles Kings geholt. Noch 1975 war er nach drei Niederlagen ausgewechselt worden und Ersatzmann Glenn Resch brachte das Team zurück in die Serie. Die frühen 1980er Jahre waren dann seine Playoff-Jahre. Nach einer durchschnittlichen regulären Saison blühte er auf. Seine Spielweise, bei der er viel mit seinem Schläger arbeitete, führte die Islanders von 1980 bis 1983 viermal in Folge zum Stanley-Cup-Gewinn. Für Aufsehen hatte er bereits am 28. November 1979 gesorgt, als er in einem Spiel gegen die Colorado Rockies als letzter Spieler am Puck war, bevor Rob Ramage ihn ins eigene Tor spielte. Als er seine Karriere 1989 beendete, war er mit 88 Siegen in den Playoffs der erfolgreichste Torwart und wurde erst einige Jahre später von Patrick Roy überholt.
Nach seiner aktiven Karriere war er als Assistenz- und Torwarttrainer für die Florida Panthers tätig.
1993 wurde er mit der Aufnahme in die Hockey Hall of Fame geehrt.

## Erfolge und Auszeichnungen
| - 1971 Calder-Cup-Gewinn mit den Springfield Kings - 1978 Teilnahme am NHL All-Star Game - 1978 MVP des NHL All-Star Game - 1980 Stanley-Cup-Gewinn mit den New York Islanders - 1981 Stanley-Cup-Gewinn mit den New York Islanders - 1981 Silbermedaille beim Canada Cup - 1982 Stanley-Cup-Gewinn mit den New York Isländers | - 1982 NHL First All-Star Team - 1982 Vezina Trophy - 1983 Stanley-Cup-Gewinn mit den New York Islanders - 1983 Conn Smythe Trophy - 1983 William M. Jennings Trophy (gemeinsam mit Roland Melanson) - 1993 Aufnahme in die Hockey Hall of Fame |